# 대머리 여가수

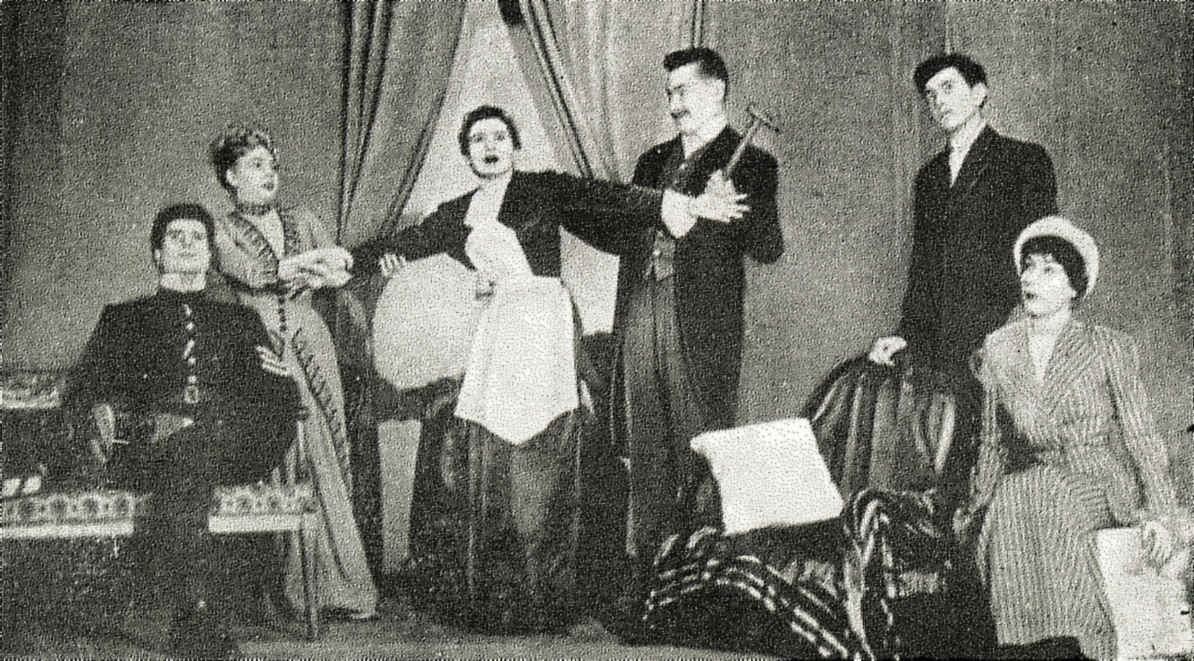
1968년 공연

《대머리 여가수》(La Cantatrice chauve)는 프랑스의 전후(戰後) 극작가 외젠 이오네스코의 작품이다. 1950년에 처음 공연되었을 때 '반영극(反演劇)'이라는 부제(副題)를 달았다. 1950년대에 크게 대두된 이른바 '부조리(不條理) 연극'의 최초의 작품이다.  한국에서는 이가형 역, 김진태 연출로 극단 '가교'에 의하여 1970년 6월에 상연된 바 있다.  스미드와 마틴이라는 두 쌍의 부부를 등장시킨 이 극은 재래적 뜻의 플롯이 전혀 없는 상황 속에서 전개되는데, 주제를 요약하면 일상생활 속에 함몰된 부부생활의 무의미함, 인간들끼리의 커뮤니케이션의 근원적 불가능성, 나아가 생의 불모성(不毛性)을 다룬 것이라 할 수 있다. 한편 수법으로서는 일상적 회화를 패러디의 대상으로 삼아, 말 자체가 갖는 무의미함을 단조롭게 반복하며, 우리가 비논리적이라고 생각해 오던 엉뚱한 상황을 그로테스크하게 과장하는 의상외(意想外)의 방법을 썼다.

## 같이 보기
- 르 몽드가 선정한 세기의 도서 100권